# Sydkorea ved sommer-OL 2020
Sydkorea deltager under Sommer-OL 2020 i Tokyo som bliver afviklet i perioden 23. juli til 8. august 2021.

## Medaljer
| 2020 Tokyo | Guld | Sølv | Bronze | Total |
| Sydkorea   | 6    | 4    | 10     | 20    |

### Medaljevinderne
| Sydkorea under sommer-OL 2020 i Tokyo | Sydkorea under sommer-OL 2020 i Tokyo                  | Sydkorea under sommer-OL 2020 i Tokyo | Sydkorea under sommer-OL 2020 i Tokyo | Sydkorea under sommer-OL 2020 i Tokyo |
| Medalje                               | Navn                                                   | Sport                                 | Event                                 | Dato                                  |
| ------------------------------------- | ------------------------------------------------------ | ------------------------------------- | ------------------------------------- | ------------------------------------- |
| Guld                                  | Kim Je-deok An San                                     | Bueskydning                           | Mixed team                            | 24. juli                              |
| Guld                                  | An San Jang Min-hee Kang Chae-young                    | Bueskydning                           | Damernes hold                         | 25. juli                              |
| Guld                                  | Kim Je-deok Kim Woo-jin Oh Jin-hyek                    | Bueskydning                           | Herrerenes hold                       | 26. juli                              |
| Guld                                  | Oh Sang-uk Kim Jun-ho Kim Jung-hwan Gu Bon-gil         | Fægtning                              | Herrernes sabel hold                  | 28. juli                              |
| Guld                                  | An San                                                 | Bueskydning                           | Damernes individuel                   | 30. juli                              |
| Guld                                  | Shin Jea-hwan                                          | Gymnastik                             | Spring over hest                      | 2. august                             |
| Sølv                                  | Choi In-jeong Kang Young-mi Lee Hye-in Song Se-ra      | Fægtning                              | Kårde hold                            | 27. juli                              |
| Sølv                                  | Lee Da-bin                                             | Taekwondo                             | Damernes +67 kg                       | 27. juli                              |
| Sølv                                  | Cho Gu-ham                                             | Judo                                  | Mændenes 100 kg                       | 29. juli                              |
| Sølv                                  | Kim Min-jung                                           | Skydning                              | Damernes 25 meter pistol              | 30. juli                              |
| Bronze                                | Kim Jung-hwan                                          | Fægtning                              | Men's sabre                           | 24. juli                              |
| Bronze                                | Jang Jun                                               | Taekwondo                             | Men's 58 kg                           | 24. juli                              |
| Bronze                                | An Baul                                                | Judo                                  | Men's 66 kg                           | 25. juli                              |
| Bronze                                | An Chang-rim                                           | Judo                                  | Men's 73 kg                           | 26. juli                              |
| Bronze                                | In Kyo-don                                             | Taekwondo                             | Men's +80 kg                          | 27. juli                              |
| Bronze                                | Kweon Young-jun Ma Se-geon Park Sang-young Song Jae-ho | Fægtning                              | Mændenes kårde                        | 30. juli                              |
| Bronze                                | Choi Soo-yeon Kim Ji-yeon Yoon Ji-su Seo Ji-yeon       | Fægtning                              | Damernes holdkonkurrence i sabel      | 31. juli                              |
| Bronze                                | Yeo Seo-jeong                                          | Gymnastik                             | Women's vault                         | 1. august                             |
| Bronze                                | Kim So-yeong Kong Hee-yong                             | Badminton                             | damedouble                            | 2. august                             |
| Bronze                                | Jun Woong-tae                                          | Modern pentathlon                     | Men's individual                      | 7. august                             |